# Juillet 1894

## Événements
- Les Allemands occupent Quionga, au nord du Mozambique (1894-1918).

- 4 juillet : proclamation de la République à Hawaii. Sanford B. Dole devient président de la République d’Hawaii.

- 16 juillet : traité de commerce et de navigation entre le Japon et la Grande-Bretagne, dit traité Aoki-Kimberley. « Les traités inégaux » entre le Japon et les occidentaux sont révisés entre 1894 et 1897.

- 17 juillet : en Éthiopie, les Italiens atteignent Agordat et Kassala. Début de la guerre d'Abyssinie (fin en 1896).

- 22 juillet :
  - La Grande-Bretagne propose un compromis : la Chine et le Japon occuperont ensemble la Corée.
  - Première compétition automobile sur route en France de Paris à Rouen. 21 partants sur 102 inscrits. Le comte Jules-Albert de Dion s’impose sur une De Dion-Bouton. Elle a été organisée par Le Petit Journal, à l'initiative de son rédacteur en chef, Pierre Giffard et avait pour objectif de déterminer le véhicule qui serait le plus sûr, facile à manier, et peu coûteux. Il s'agit en fait plus d'un concours-démonstration, ou d'un essai comparatif (confrontation de performances), que d'une véritable course. Le but était plus de rallier l'arrivée qu'autre chose. Le record de vitesse fut établi par le marquis Jules-Albert de Dion (22 km/h).

- 23 juillet : les troupes japonaises investissent le palais royal de Séoul et renversent le roi de Corée, puis forcent son remplaçant à déclarer avec eux la guerre à la Chine le 27 juillet.

- 28 juillet, France : vote des « lois scélérates » contre les anarchistes.

## Naissances
- 3 juillet : 
  - Jaime de Barros Câmara, cardinal brésilien, archevêque de Rio de Janeiro († 18 février 1971).
  - Tony Georges Roux, peintre français († 17 septembre 1928).
- 7 juillet : Benjamín Palencia, peintre espagnol († 6 janvier 1980).
- 8 juillet : Claude-Henri Grignon, écrivain.
- 10 juillet : Dorette Muller, peintre et affichiste française.
- 17 juillet :
  - Georges Lemaître, prêtre catholique, astronome et physicien belge.
  - Yvonne Lévy-Engelmann, artiste peintre française († 14 octobre 1955).
- 19 juillet : Jerzy Pajączkowski-Dydyński, militaire polonais († 6 décembre 2005, à 111 ans).
- 25 juillet : Gavrilo Princip, anarchiste serbe († 1918).
- 26 juillet : Aldous Huxley, écrivain britannique († 22 novembre 1963).
- 8 juillet : Claude-Henri Grignon, écrivain.

## Décès
- 27 juillet : Louisa Murray, écrivaine canadienne  (° 23 mai 1818).